# Недељом од девет до пет
Недељом од девет до пет је југословенски телевизијски филм из 1989. године. Режирао га је Александар Ђорђевић, а сценарио је написала Драгана Бошковић.
Ова телевизијска драма је представљала РТС на међународном телевизијском фестивалу у Монте Карлу 1991. године.